# Adenophora microsperma
Adenophora microsperma är en klockväxtart som beskrevs av Y.Y.Qian. Adenophora microsperma ingår i släktet kragklockor, och familjen klockväxter. Inga underarter finns listade i Catalogue of Life.